# Millettia capuronii
Millettia capuronii é uma espécie vegetal da família Fabaceae.
Apenas pode ser encontrada no Madagáscar.